# Huguette Gaulin
Huguette Gaulin (* 1944; † 6. Juni 1972) war eine frankokanadische Schriftstellerin.
1972 beging die 28-jährige frankokanadische Schriftstellerin Huguette Gaulin Bergeron auf einer der Hauptstraßen des Alten Hafen von Montreal Selbstverbrennung und rief dabei in Französisch: „Ne tuons pas la beauté du monde!“, was in etwa bedeutet: „Wir sollen nicht die Schönheit der Welt töten (zerstören)!“.
Luc Plamondon, ein frankokanadischer Musiker, schrieb ihr zu Ehren die Hymne Hymne A La Beaute Du Monde, die seitdem mehrfach, von z. B. Diane Dufresne, Isabelle Boulay, Garou und Eric Lapointe, interpretiert wurde.

## Werke
- Lecture En Velocipede, 1972[2]
- Se Lancer En Affaires: Les etapes Pour Bien Structurer Un Projet D’entreprise, 1986 (mit Elaine Dupont)[3]